# 용서, 그 먼 길 끝에 당신이 있습니까
"용서, 그 먼 길 끝에 당신이 있습니까"는 한국에서 제작된 조욱희 감독의 2008년 다큐멘터리 영화이다. 김혜수 등이 주연으로 출연하였다.

## 출연

### 주연
- 김혜수

### 조연
- 고정원
- 이영우